# Konrad Dąbkowski
Konrad Dąbkowski (Wyszków, 16 de febrer de 1989) és un ciclista polonès, professional des del 2012. De les seves victòries destaca el Memorial Andrzej Trochanowski i la Puchar Ministra Obrony Narodowej.

## Palmarès
- 2012
  - Vencedor d'una etapa del Bałtyk-Karkonosze Tour
- 2013
  - 1r al Memorial Andrzej Trochanowski
  - Vencedor d'una etapa de la Cursa de Solidarność i els Atletes Olímpics
- 2014
  - 1r a la Puchar Ministra Obrony Narodowej
  - Vencedor d'una etapa del Memorial Józef Grundmann i Jerzy Wizowski
  - Vencedor d'una etapa de la Cursa de Solidarność i els Atletes Olímpics